# Edgar-Jung-Kreis
Als Edgar-Jung-Kreis (auch Papenkreis) wird eine Gruppe konservativ-katholisch gesinnter Männer unter der Führung Edgar Jungs und Herbert von Boses bezeichnet, die in politischer Konkurrenz zum Nationalsozialismus stand. Die Gruppe hatte ihren organisatorischen Mittelpunkt in der Vizekanzlei von Franz von Papen, der jedoch in ihre Pläne nicht eingeweiht war. Die jungkonservative Strömung in der Weimarer Republik wird als Vorläufer des Edgar-Jung-Kreises gesehen, der seine Hauptwirkungszeit zwischen der „Machtergreifung“ 1933 und dem „Röhmputsch“ 1934 hatte.

## Ziele und Geschichte
Die Jung-Gruppe strebte danach, die vermeintlich „sichere“ Stellung der Vizekanzlei zur Vorbereitung einer später durchzuführenden „konservativen Revolution“ der alten Eliten zu benutzen, die der „Revolution der Masse“ – als die man die „Machtergreifung“ durch die NS-Bewegung wertete – nachgeschaltet werden sollte. Papen, der über die Pläne seiner Mitarbeiter bis auf weiteres größtenteils im Dunkeln gelassen wurde, sollte zu diesem Zweck als Instrument „eingespannt“ werden. Namentlich sollte Papen dazu veranlasst werden, den greisen Reichspräsidenten Paul von Hindenburg, der als Staatsoberhaupt den Oberbefehl über die Streitkräfte führte, und dessen beinahe uneingeschränktes Vertrauen Papen genoss, dazu zu überreden, den Staatsnotstand zu erklären. Daraufhin sollte Hindenburg der Reichswehr den Befehl erteilen, die SA und SS zu entwaffnen und die Führungspersönlichkeiten der NSDAP zu verhaften. Hitler und Hermann Göring sollten, um die NSDAP zu spalten und um den Widerstand zu minimieren, in ein siebenköpfiges Reichsdirektorium aufgenommen werden, dem außer ihnen noch die Generäle Gerd von Rundstedt und Fritsch sowie die Politiker Papen, Goerdeler und Brüning angehören sollten. Dieses sollte dann, gestützt auf die konservative Mehrheit im Direktorium und auf die Machtstellung Hindenburgs, den Umbau des jungen und ungefestigten NS-Staates im konservativen Sinne beaufsichtigen und organisieren.
Diese Bestrebungen brachten die Gruppe in Gegensatz zur nationalsozialistischen Führung. Diese nutzte die politische Säuberungsaktion vom 30. Juni 1934 („Röhmputsch“) – in deren Rahmen Hitler vor allem seine Gegner in den eigenen Reihen, und dort vor allem in der SA, aus dem Weg räumen ließ – um auch den Jung-Kreis zu zerschlagen. Während Bose und Jung von Angehörigen der SS beziehungsweise Gestapo ermordet wurden, wurden Savigny, Tschirschky und weitere Angehörige des Büros des Vizekanzlers wie Walter Hummelsheim am 30. Juni 1934 in den Räumlichkeiten der Vizekanzlei verhaftet und für einige Tage in einem KZ inhaftiert. Savigny wurde trotz einer eher losen Verstrickung in die Pläne Boses und Jungs verhaftet, während Ketteler und Kageneck trotz ihrer Zugehörigkeit zum engeren Kreis der Gruppe in der Vizekanzlei das Gebäude ungehindert verlassen durften.

## Mitglieder
- Edgar Jung (1894–1934), Schriftsteller, Kopf der Gruppe, im Rahmen der Zerschlagung des „Röhmputsches“ von der Gestapo ermordet
- Herbert von Bose (1893–1934), Oberregierungsrat, Leiter der Presseabteilung der Vizekanzlei, im Rahmen der Zerschlagung des „Röhmputsches“ von der SS ermordet
- Hans von Kageneck (1902–1996), 2. Adjutant Papens
- Wilhelm von Ketteler (1906–1938), Sekretär Papens
- Kurt Josten (1912–1994), mit Abstrichen Gruppenmitglied
- Fritz Günther von Tschirschky (1900–1980), 1. Adjutant Papens
- Friedrich Carl von Savigny (1903–1944), Persönlicher Referent des Vizekanzlers, Leiter der Rechtsabteilung der Vizekanzlei, arbeitete der Gruppe zu, ohne ihrem eigentlichen Kern angehört zu haben und in alle Einzelheiten eingeweiht gewesen zu sein. Seine Aufgabe bestand primär darin, die Verbindung zu kirchlichen Organisationen, wie der Katholischen Aktion oder der Reichsgemeinschaft katholischer Deutscher, zu pflegen. Savigny fiel 1944 als Wehrmachtssoldat bei Tarnopol.